# Gnonsiane Niombla
Gnonsiane Niombla (Villeurbanne, 9 de julio de 1990) es una jugadora francesa de balonmano que actúa en la primera línea (central/lateral), internacional con Francia en la década de 2010 y campeona de Europa (2018) y del Mundo (2017) además de subcampeona olímpica en Río 2016.

## Trayectoria

### Clubes
Formada en la zona de Lyon (ASUL Vaulx-en-Velin), dio el salto a la élite con el CJF Fleury Loiret Handball, donde fue pieza importante del histórico triplete nacional 2014–2015 (Copa de Francia 2014, Copa de la Liga 2015 y Liga francesa 2015). En 2016 fichó por el CSM București y compitió en la Liga de Campeones, logrando el tercer puesto de la Final Four 2017. Regresó a Francia con el Metz Handball (2018–2019) y posteriormente jugó en Siófok KC (2019–2021) y Paris 92 (2021–2023), antes de incorporarse al CS Gloria Bistrița-Năsăud (2023–2025) y, como sustituta temporal ante la baja médica de Stine Nørklit Lonborg, a la JDA Dijon Handball en marzo de 2025, llevando a la final a cuatro de la Liga Europea ese mismo año.

#### Trayectoria de clubes
- –2010:  ASUL Vaulx-en-Velin.[1]
- 2010 – 2016:  CJF Fleury Loiret Handball.[1][3]
- 2016 – 2018:  CSM București.[1][4]
- 2018 – 2019:  Metz Handball.[1]
- 2019 – 2021:  Siófok KC.[1]
- 2021 – 2023:  Paris 92.[1]
- 2023 – 2025:  CS Gloria Bistrița-Năsăud.[1]
- 2025 – 2025:  JDA Dijon Handball.[6]

### Selección
Debutó con la selección francesa en 2013 y formó parte del equipo que fue subcampeón olímpico en Río 2016. Integró igualmente la Francia campeona del mundo en Alemania 2017, título certificado por la EHF. En el EHF EURO 2018, disputado en Francia, aparece en el acta oficial de la final (victoria 21–27 ante Países Bajos), anotando un gol con el dorsal 29. Su última aparición con la selección francesa fue en 2019.
En 2023 participa en el torneo clasificatorio olímpico africano con Senegal, llegando a jugar uno de los tres partidos. El equipo senegalés no se clasificó y volvió a ser convocada, aunque no llegó a jugar, en 2023 en un partido ante Francia para preparar el Mundial.

## Premios y títulos

### Con la selección
- 1 x Juegos Olímpicos – medalla de plata (2016).[2]
- 1 x Campeonato Mundial de Balonmano Femenino (2017).[7]
- 1 x Campeonato Europeo de Balonmano Femenino (2018).[8]

### Con sus clubes
- 2 x Division 1 (2015, 2019)[3]
- 2 x Copa de Francia (2014, 2019)[3]
- 2 x Copa de la Liga francesa (2015, 2016)[3]
- 2 x Liga de Rumanía (2017, 2018)
- 2 x Copa de Rumanía (2017, 2018)

### Distinciones individuales
- Caballero de la Órden del Mérito de Francia (2016)[12]
- Mejor extremo derecho en el Campeonato de Europa juvenil.[13]